# 马尼托巴立法议会
曼尼托巴立法議會（英語：Legislative Assembly of Manitoba）是加拿大曼尼托巴省的立法機關。議會位於温尼伯。由57名議員組成。